# Wilfred Lucas

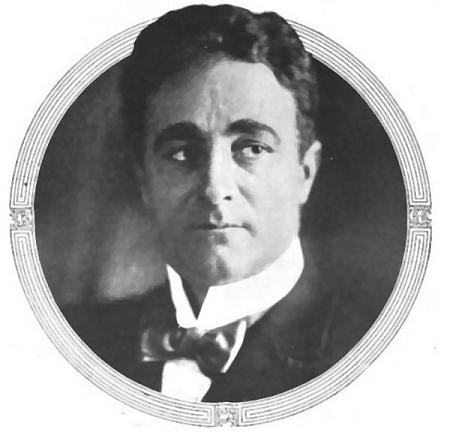
Wilfred Lucas (1915)

Wilfred Van Norman Lucas (* 30. Januar 1871 im Gebiet Ontario; † 13. Dezember 1940 in Los Angeles, Kalifornien) war ein kanadisch-amerikanischer Theater- und Filmschauspieler, Filmregisseur und Drehbuchautor.

## Leben
Wilfred Lucas wurde als Sohn eines Pfarrers der Wesleyan Church in Kanada geboren. Er besuchte die McGill University und emigrierte nur wenig später in die Vereinigten Staaten. Seine Showkarriere begann Lucas in den späten 1880er-Jahren als Bariton-Sänger, dann wandte er sich aber der Schauspielerei zu und konnte dort schnell einige Erfolge zu verzeichnen. 1904 gab er sein Debüt am Broadway in der Komödie The Superstition of Sue, bis 1928 sollte er dort noch in sechs weiteren Stücken auftreten. Als einer der ersten namhaften Theaterschauspieler drehte er bereits 1908 seinen ersten Film The Greaser's Gauntlet, als die Mehrzahl der Theaterdarsteller dem Filmgeschäft noch kritisch und abwertend entgegenstand. In der Folgezeit stand Lucas mehrmals unter Regie von David Wark Griffith, sowohl in Hauptrollen als auch in Nebenrollen.
1912 bildete der Kurzfilm An Outcast Among Outcasts Lucas’ erste Regiearbeit, bis 1933 sollte er bei über heute weitgehend vergessenen 50 Filmen Regie führen. Auch als Autor beteiligte er sich an zahlreichen Filmen während der Stummfilmzeit. Neben einigen Dokumentarfilmen führte Lucas unter anderem auch bei der Kurzfilm-Komödie The Speed Kings (1913) mit Mabel Normand Regie, in welcher mehrere Rennstars ihrer Zeit Gastauftritte hatten. In der Stummfilmzeit war Lucas ein erfolgreicher Regisseur, dessen Reisen ihn zeitweise bis nach Australien führten, wo er um 1920 mehrere Filme drehte. Mit Beginn des Tonfilmes 1920er-Jahre konzentrierte er sich jedoch mehr auf seine Schauspielkarriere. Lucas letzte eigenständige Regiearbeit war The Unwritten Law (1932) mit Greta Nissen in der Hauptrolle, ein Jahr später war er noch Co-Regisseur von Phil Rosen beim Horrorfilm The Sphinx (1933). Damit endete seine Laufbahn hinter der Kamera.
Neben seiner Arbeit als Regisseur erzielte Lucas als Filmschauspieler größere Erfolge, so erhielt er gute Kritiken für seine Hauptrolle im Drama Acquitted (1916) und spielte im selben Jahr in Herbert Beerbohm Trees Macbeth-Version den Macduff. Ab den 1920er-Jahren siedelte er wegen seines fortschreitenden Alters zunehmend auf Charakterrollen um, häufig als respektable Autoritätsfigur. Mit Beginn des Tonfilmes erhielt Lucas meist nur noch kleinere Rollen. Gelegentlich bekam er noch die Chance auf etwas größere Auftritte, etwa in zwei Langfilmen von Laurel und Hardy: In Hinter Schloss und Riegel (1930) war er der strenge Gefängnisdirektor und in In Oxford (1940) spielte er den Dekan von Oxford, in dessen Bett Laurel und Hardy versehentlich schlafen. Außerdem hatte Lucas eine Nebenrolle als herzloser Jugendbeamter in Charlie Chaplins Tragikomödie Moderne Zeiten (1936). Er arbeitete bis zu seinem Tod als Schauspieler und trat so in über 400 Filmen auf.
1917 heiratete Wilfred Lucas die Schauspielerin und Drehbuchautorin Bess Meredyth. Ihr gemeinsamer Sohn John Meredyth Lucas arbeitete später ebenfalls als Drehbuchautor. Nach seiner Scheidung von Bess im Jahre 1927 heiratete Lucas 1929 in zweiter Ehe. Er verstarb im Dezember 1940, eineinhalb Monate vor seinem 70. Geburtstag, in Los Angeles.

## Filmografie (Auswahl)

### Als Regisseur (Auswahl)
- 1912: An Outcast Among Outcasts
- 1913: The Speed Kings
- 1914: The Love Victorious
- 1914: The Trey o' Hearts
- 1918: Morgan's Raiders
- 1920: The Man from Kangaroo
- 1921: The Shadow of Lightning Ridge
- 1926: Her Sacrifice
- 1932: The Unwritten Law
- 1933: The Sphinx

### Als Schauspieler
- 1908: The Greaser's Gauntlet
- 1911: The Diamond Star
- 1911: His Trust: The Faithful Devotion and Self-Sacrifice of an Old Negro Servant
- 1911: His Trust Fulfilled
- 1911: The Lonedale Operator
- 1911: Enoch Arden
- 1911: Swords and Hearts
- 1912: The Girl and Her Trust
- 1913: Three Friends
- 1914: The Massacre
- 1916: Intoleranz (Intolerance)
- 1916: Acquitted
- 1916: Macbeth
- 1917: Hands Up!
- 1917: Souls Triumphant
- 1917: The Food Gamblers
- 1921: Through the Back Door
- 1922: Eine Zuchthaustragödie (Flesh and Blood)
- 1922: The Kentucky Derby
- 1923: Trilby
- 1924: Der Ritt ums Leben (Dorothy Vernon of Haddon Hall)
- 1924: Kinder der Freude (Daughters of Pleasure)
- 1924: Die Maske des Lopez (The Mask of Lopez)
- 1925: Heimatlos (The Man Without a Country)
- 1930: Just Imagine
- 1930: Madam Satan
- 1931: Hinter Schloss und Riegel (Pardon Us)
- 1931: Die Marx Brothers auf See (Monkey Business)
- 1931: Entehrt (Dishonored)
- 1932: The Dark Horse
- 1932: Call Her Savage
- 1932: Im Zeichen des Kreuzes (The Sign of the Cross)
- 1932: What Price Hollywood?
- 1932: Big City Blues
- 1932: Badenix (You Said a Mouthful)
- 1932: Silberdollar (Silver Dollar)
- 1932: Die Frau im U-Boot (Devil and the Deep)
- 1933: The Mayor of Hell
- 1933: Midnight Mary
- 1933: Hände hoch – oder nicht (The Devil's Brother)
- 1934: Das Rätsel von Monte Christo (The Count of Monte Christo)
- 1934: Die Rothschilds (The House of Rothschild)
- 1934: Madame Dubarry (Madame Du Barry)
- 1934: Cleopatra
- 1934: Operator 13
- 1935: Tolle Marietta (Naughty Marietta)
- 1935: Charlie Chan in Paris
- 1935: Louis Pasteur (The Story of Louis Pasteur)
- 1935: Die Elenden (Les Miserables)
- 1935: Frisco Kid
- 1935: Fräulein Wirbelwind (Vagabond Lady)
- 1935: Zeig’ kein Erbarmen! (Show Them No Mercy!)
- 1936: Moderne Zeiten (Modern Times)
- 1936: The Man Without a Country
- 1936: The King Steps Out
- 1936: Sonnenmädel (Dimples)
- 1936: Die Teufelspuppe (The Devil Doll)
- 1936: Der Gefangene der Haifischinsel (The Prisoner of Shark Island)
- 1936: Der Verrat des Surat Khan (The Charge of the Light Brigade)
- 1936: Maria von Schottland (Mary of Scotland)
- 1936: Geliebter Rebell (Beloved Enemy)
- 1937: Mord im Nachtclub (Marked Woman)
- 1937: Maria Walewska (Conquest)
- 1937: Geheimbund Schwarze Legion (Black Legion)
- 1937: Dick Tracy
- 1938: Vater dirigiert (Four Daughters)
- 1938: Chicago – Engel mit schmutzigen Gesichtern (Angels with Dirty Faces)
- 1939: Mr. Smith geht nach Washington (Mr. Smith Goes to Washington)
- 1939: Herr des wilden Westens (Dodge City)
- 1939: Todesangst bei jeder Dämmerung (Each Dawn I Die)
- 1940: Nachts unterwegs (They Drive by Night)
- 1940: Der große Edison (Edison, the Man)
- 1940: Ein Mann mit Phantasie (A Dispatch from Reuters)
- 1940: Orchid, der Gangsterbruder (Brother Orchid)
- 1940: The Fighting 69th
- 1940: Goldschmuggel nach Virginia (Virginia City)
- 1940: Land der Gottlosen (Santa Fe Trail)
- 1940: In Oxford (A Chump at Oxford)
- 1940: Ihr erster Mann (Waterloo Bridge)
- 1941: Der Seewolf (The Sea Wulf)